# 南方村 (岐阜県)
南方村（みなみがたむら）は、かつて岐阜県安八郡に存在した村である。
現在の安八郡神戸町南方に該当する。

## 歴史
- 1889年（明治22年）7月1日 - 町村制により南方村が発足。
- 1897年（明治30年）4月1日 - 四成村、加納村、中沢村、西保村、草道島村と合併し南平野村が発足。同日南方村廃止。